# TARZON
VB-13 TARZON ([tɑrˈzɑn] чит. «Тарза́н», бэкр. от англ. Tallboy Range-and-Azimut Only — «Верзила» с наведением по радиусу и азимуту, войсковой индекс ASM-A-1) — сверхтяжелая управляемая авиабомба, разработанная инженерами корпорации Bell Aircraft Corp. по заказу ВВС Армии США в рамках VB-серии в конце Второй мировой войны. Представляла собой управляемую модификацию британской пятитонной «бомбы-землетрясения» Tallboy. Опоздала ко Второй Мировой, но ограниченно применялась в Корейской войне для уничтожения стратегических объектов. Из-за ряда конструктивных недостатков была сочтена небезопасной в применении и списана в 1951 году.

## История
Идея объединить широкие возможности новейшей 5-тонной британской «бомбы-землетрясения» Tallboy с разработанными в США системами радиокомандного управления авиабомбами VB-серии возникла в феврале 1945 года. Для эффективного применения — заглубления под землю с последующей детонацией — бомба Tallboy требовала сброса со сравнительно большой высоты порядка 5-8 км. Это существенно затрудняло прицеливание неуправляемой бомбой в сравнительно небольшие объекты, обычно являвшиеся целями для Tallboy.
Создание на базе Tallboy управляемой авиабомбы, контролируемой по радиоканалу оператором с борта самолёта, позволяло компенсировать недостатки бомбы и облегчить её применение в боевой обстановке.
Работы были начаты в середине 1945 года фирмой Bell Aircraft. ВВС США рассматривали бомбу как часть VB-серии вертикально падающих управляемых авиабомб, и поэтому изначально бомба носила обозначение VB-13. После окончания Второй Мировой, работы над бомбой замедлились, но не были прекращены.
В 1948 году, бомба была переименована в ASM-A-1 (литера «M» — missile — была принята в рамках тогдашней классификации, относившей все управляемые авиабомбы к ракетам). На испытания она поступила в 1948 году. После серии масштабных тестов на полигонах в 1950-м, продемонстрировавшим КВО порядка 85 метров, бомба была сочтена пригодной к боевому применению.

## Конструкция
TARZON представляла собой пятитонную авиабомбу T-10, являвшуюся американской лицензионной версией британского Tallboy. Бомба массой порядка 5443 кг несла 2358 кг торпекса. При падении с расчётной высоты, бомба могла пробить почву на глубину до 30 метров, и детонируя под землей создать эффект искусственного землетрясения.
На корпусе авиабомбы, в средней части вокруг центра тяжести было установлено кольцевое крыло, служившее для улучшения аэродинамики и стабилизации бомбы. В хвостовой части было смонтировано кольцо рулевых плоскостей, идентичное предшественнику TARZON - авиабомбе RAZON.
Управление бомбой было радиокомандным, по дальности и по азимуту одновременно. Оператор управлял бомбой с борта самолёта-носителя (обычно Boeing B-29 Superfortress), отслеживая полёт бомбы через прицел. Для лучшей различимости, на хвостовой части бомбы были установлены сигнальные трассёры.
Стабилизация бомбы в полете выполнялась пневматическим гироскопическим автопилотом.
Размеры и масса бомбы были таковы, что её применение из бомболюка B-29 было невозможно. В полёте, бомбы находились в полупогруженном положении, частично выступая из бомболюка, что затрудняло оперирование бомбами, и повышало уровень риска.

## Боевое применение
Авиабомбы TARZON были развернуты в Корее с декабря 1950 года. Их применяли бомбардировщики Boeing B-29 Superfortress 19-й бомбардировочной группы, действовавшие с авиабазы Кадена. Эта часть была единственным оператором TARZON в годы Корейской войны.
Первое применение бомбы TARZON было отмечено 14 декабря 1950 года. ВВС США предполагали применять авиабомбы против хорошо защищенных и технически прочных объектов в тылу северокорейцев — таких как крупные мосты и гидроэлектростанции.
Около 30 операций с применением TARZON было осуществлено с декабря 1950 по март 1951 года. В ходе этих бомбардировок, было поражено как минимум 6 подтвержденных стратегических целей — в основном, мостов, но также как минимум одна плотина гидроэлектростанции была полностью разрушена ударом сверхтяжелого снаряда.
29 марта 1951 года, произошёл первый инцидент с использованием бомбы TARZON. Ведущий B-29 эскадрильи, испытывая технические трудности, совершал аварийную посадку и сбросил бомбу с небольшой высоты, с включенным предохранительным механизмом. Тем не менее, по неизвестной причине механизм не сработал, и бомба разорвалась вблизи самолёта, полностью уничтожив бомбардировщик. Спустя три недели, инцидент повторился, правда, на этот раз без разрушения самолёта.
Проверка инцидентов выявила, что причиной проблем была конструкция хвостового оперения — разрушаясь при ударе о землю, обломки оперения выдергивали шнур безопасности, автоматически взводя бомбу. Модификация механизма была проведена, но бомба все равно считалась ненадёжным оружием. В довершение, система управления бомбы требовала хорошей видимости, и не позволяла эффективно применять бомбу в ночных условиях, что делало перетяжелённые B-29 легкой целью реактивных истребителей противника.
В августе 1951 года, TARZON была снята с вооружения. Всего было изготовлено порядка 1000 бомб, из них лишь 28 было сброшено и только 6 поразили цели.

## Изображения
- СПУ (вид сзади).
- Ракеты на верхних направляющих СПУ (походное положение).